# Pseudochromis striatus
Pseudochromis striatus is een straalvinnige vissensoort uit de familie van dwergzeebaarzen (Pseudochromidae). De wetenschappelijke naam van de soort is voor het eerst geldig gepubliceerd in 1995 door Gill, Shao & Chen.